# جیم والتون
جیمز کار والتون (به انگلیسی: James Carr Walton) (زاده ۷ ژوئن ۱۹۴۸) که با نام جیم والتون شناخته می‌شود، جوانترین پسر بنیانگذار شرکت وال‌مارت؛ سام والتون می‌باشد، که هم‌اکنون رییس هیئت مدیره آروست بانک است.
۱۳ بهمن ۹۸ رتبه ۱۷ در فهرست میلیاردرهای شاخص بلومبرگ؛ جیم والتون با ثروت ۵۲.۳ میلیارد دلار، به‌عنوان ثروتمند جهان انتخاب شد.
والتون مدرک کارشناسی خود را، از دانشگاه آرکانزاس دریافت کرده‌است. شریک زندگی وی لین مک‌ناب والتون بوده و دارای چهار فرزند می‌باشد. از جمله فرزندان او؛ آلیس آن والتون و توماس لیتون والتون هستند. جیم والتون به‌همراه خانواده‌اش در بنتونویل، آرکانزاس زندگی می‌نماید.